# Psilocerea rutila
Psilocerea rutila är en fjärilsart som beskrevs av Fletcher 1958. Psilocerea rutila ingår i släktet Psilocerea och familjen mätare. Inga underarter finns listade.